# Копы (телесериал)
«Копы» (англ. Cops) — американский документальный телесериал о жизни сотрудников городской полиции и помощников шерифа. Премьера состоялась на канале Fox 11 марта 1989 года. Это одно из самых продолжительных телевизионных шоу в Соединенных Штатах, в мае 2011 года оно стало самым продолжительным шоу на канале Fox. В 2013 году программа перешла на канал Spike, теперь известный как Paramount Network.
В июне 2020 года Paramount Network исключила сериал из своего вещания в ответ на протесты после убийства Джорджа Флойда и объявила о его отмене несколько дней спустя, однако шоу оставалось в производстве для международных партнеров и начало сниматься заново в округе Спокан, штат Вашингтон, совместно с департаментом шерифа в октябре 2020 года.
В сентябре 2021 года было объявлено, что шоу перешло на трансляцию на канале Fox Nation. Премьера 33-го сезона состоялась в 1 октября 2021 года.